# Pygodasis
Pygodasis es un género de avispas de la familia Scoliidae que ocurre en el Nuevo Mundo.

## Especies
Las especies de Pygodasis son:
- Pygodasis bistrimaculata (Lepeletier, 1845)
- Pygodasis cineraria (Sichel, 1864)
- Pygodasis columbiensis (Bradley, 1945)
- Pygodasis cristata (Bradley, 1945)
- Pygodasis ephippium (Say, 1837)
- Pygodasis hyalina (de Saussure, 1864)
- Pygodasis ianthina (Bradley, 1945)
- Pygodasis lucasi (de Saussure, 1858)
- Pygodasis quadrimaculata (Fabricus, 1775)
- Pygodasis spegazzini (Bréthes, 1910)
- Pygodasis terrestris (de Saussure, 1858)
- Pygodasis veroninae (Schrottky, 1910)
- Pygodasis vespiformis (de Saussure, 1858)
- Pygodasis vittata (Sichel, 1864)